# 揚水発電
揚水発電（ようすいはつでん、英語: Pumped-storage hydroelectricity）は、夜間・休日昼間などの需要の少ない時間帯に電力系統の電力・周波数・電圧・力率の調整のため、他の発電所の余剰電力で下部貯水池（下池）から上部貯水池（上池ダム）へ水を汲み上げておき、平日昼間・夕方電灯点灯時などの需要が増加する時に、上池ダムから下池へ水を導き落とすことで発電する水力発電方式である。

## 概要

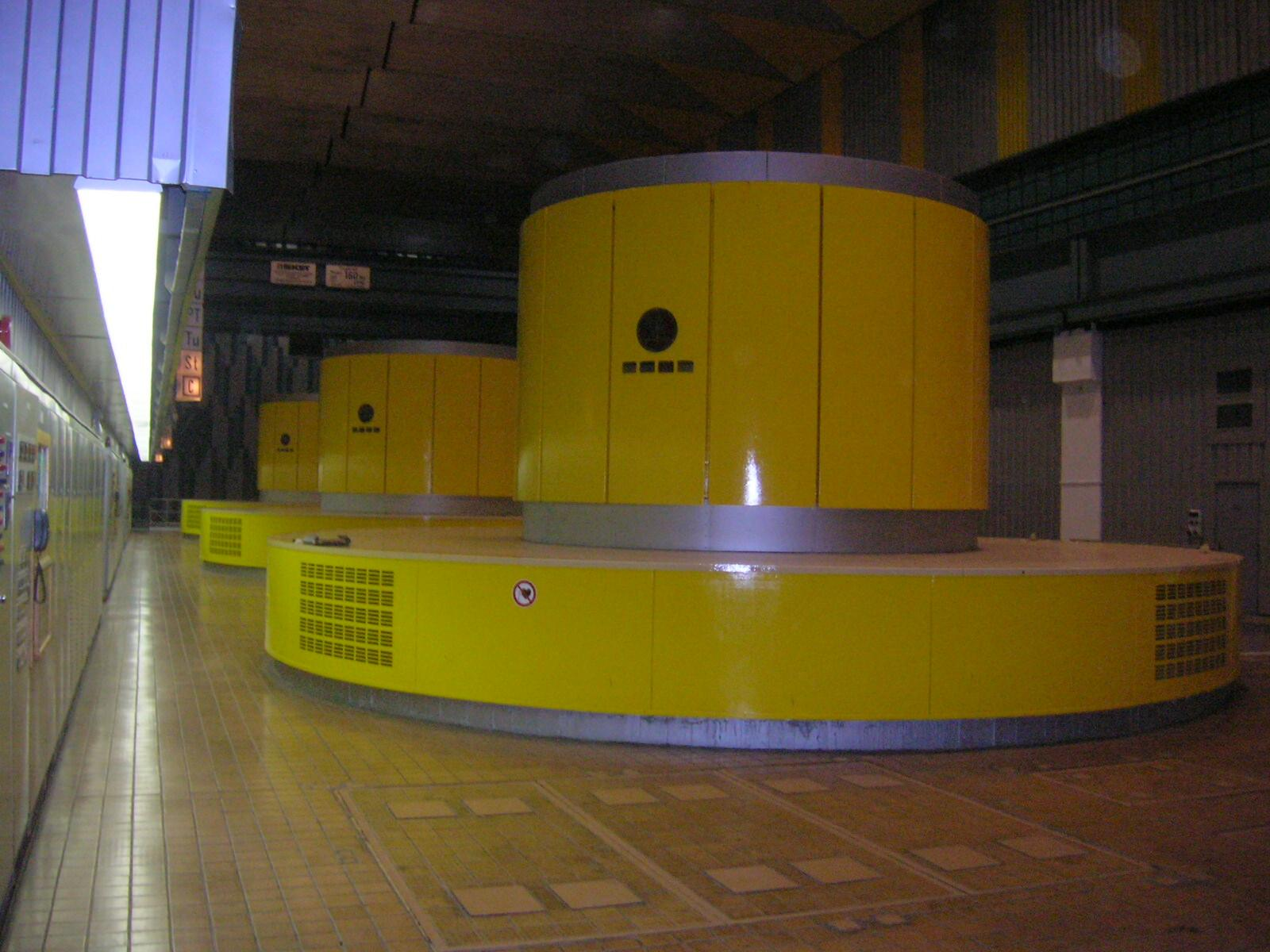
揚水発電所 発電機室

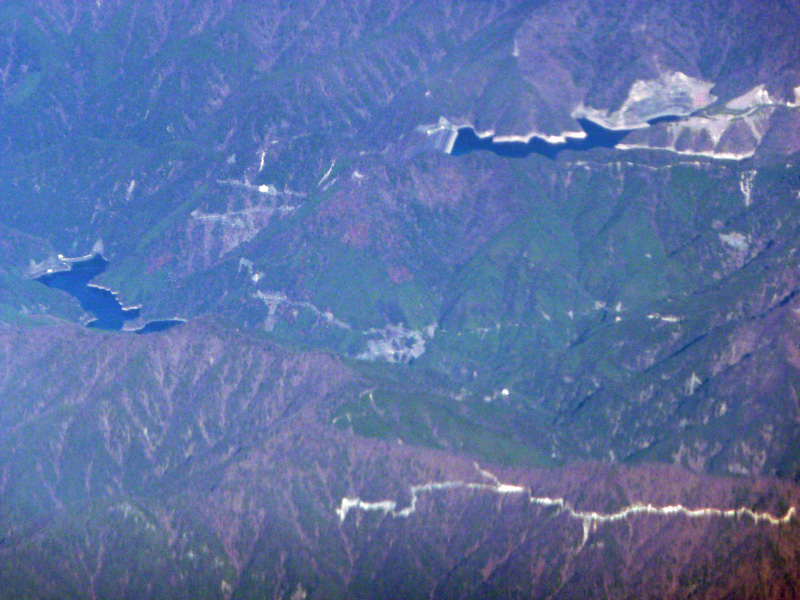
関西電力・奥吉野発電所（左・下池 旭ダムと右・上池 瀬戸ダム

### 役割
揚水発電の役割は、大容量電力貯蔵である。電力需要・供給の平準化を狙う蓄電を目的した、ダムの水を用いて、電力を位置エネルギーとして蓄える巨大な蓄電池、あるいは蓄電所と言うべきものである。
電力需要は、夏季の昼間の冷房需要・冬季の夕方の電灯点灯と暖房の同時使用などの時に最高となり、深夜に最低となる。そのため、高負荷時は電力供給力、低負荷時は調整力が問題となる。また、太陽光発電所など再生可能エネルギーの割合の高い休日昼間の調整力が特に問題となっている。
揚水式発電は、発電で電力供給力・揚水で調整力供給するため、深夜・休日昼間に揚水、夏季の昼間・冬季の夕方に発電する。
比較的短時間で揚水・発電の切り替えができるため、大規模電源脱落・需要の予測以上の増加に備えた予備力、大規模停電時の電力系統復旧用の初期電源として重要である。また、原子力発電・大規模火力発電・流れ込み水力発電所・地熱発電・太陽光発電・風力発電など調整力の小さい電源の占める割合の大きな需要の少ない時間帯に、即応性の調整力として利用されている。
揚水発電は世界的にも行われているが、電力系統が他国から独立し、電力需要のピークとオフピークの差が大きい日本で特に普及した蓄電方法である。
なお原理的には電力の交流周波数を変換する設備としても利用しうる。

#### アンシラリーサービス
アンシラリーサービスは、電力系統の電力需要と発電量を一致させ、電力・周波数・電圧・力率を調整するともに、供給信頼度を確保することである。
- 周波数制御数 : 数秒以下の変動に対してははずみ車効果によって、数秒～1分程度の変動に対してはガバナ制御によって、1分～数分程度の変動に対しては負荷周波数制御によってそれぞれ制御することができる。
- 電圧制御 : 調相運転によって無効電力、自動電圧調整で電圧、自動力率調整で力率を調整する。
- 潮流調整 : 大規模電源脱落・系統連系設備事故時の過負荷に対し、瞬時に揚水遮断・発電出力調整し、系統の安定度の維持・過負荷の解消・大規模停電の防止を行う。
- ブラックスタート : 広範囲停電が発生した場合の系統復旧用の初期電源
- 試験負荷 : 大容量発電所の遮断試験
- 環境規制がある場合の火力発電の代替 : 大気汚染警報時など

#### 需給制御
ボイラーを使用する火力発電や原子炉を使用する原子力発電では電力需要に応じた出力調整が難しい。かつては火力発電を常時稼働させ、昼夜の電力調整を水力発電で補う火主水従と呼ばれる電力構成が用いられたこともあった。しかし産業の発展とともに水力発電だけでは補いきれなくなった。電力の安定供給のため、停止していても数分以内に最大電力供給できる出力調整が容易な施設である揚水式発電が導入された。

#### 経済運用
一般的に電気は1日の昼間に多く消費され、夜間は需要が小さくなるため、ピークとオフピークには大きな差ができる。しかし、電力エネルギーは発電と消費がほぼ同時であり貯蔵しておくことが難しいエネルギーである。そのため電力会社は仮にピークの時間が僅かであっても、そのピークに対応できる発電設備を保有しなくてはならない。それゆえピークに備えた電力設備は大部分の時間で利用されないため、設備利用率は一般的に低く、設備投資の削減の観点からもピークとオフの差は小さいことが望ましい。
設備利用率が特に悪化する夜間に既存発電設備の発電する電力で水をくみ上げ、需要がピークとなる昼間に発電を行うことで、ピークとオフピークの差を埋めることができ、設備利用率の全体的な向上が図れる。しかし、揚水発電の効率が約70％であり、発電するにあたって他の供給元の発電所の約1.5倍のコストを要することから、恒常的な設備利用率の向上は電気代の高騰を招く。

### 現状と課題
2014年11月、経済産業省は同省が実施した集計により、2013年度の揚水発電所設備利用率が全国でわずか3%にしか達していないことが判明したと発表した。
日本国内に40ヶ所以上、総出力2,600万kWと世界最大規模の施設がありながら、100%フル稼働で運転したと仮定した際の発電量と実発電量を比較したところ設備利用率がわずか3%で、2010年以降の利用率はほぼ横ばいのままほとんど変化していないことがわかった。この3%という値はアメリカやドイツの利用率10%と比較すると非常に低い値である。
これは、日本の揚水発電所が総出力においては世界最大規模ではあるものの、個々の貯水量に関しては欧米のそれに比べ小規模であるため、設備利用率において欧米レベルの運用を実施することが物理的に不可能なためである。
(同じ10万kWの揚水発電所でも、貯水量に3倍の差があれば当然ながら設備利用率も3倍の差がつく)

### 揚水発電の効率
揚水に必要な電力を用い、下池の水をポンプで上池に組み上げ、その水で発電する間には、機器類による損失や水路の摩擦損失で失われるエネルギーがあるため、電力のインプットとアウトプットには開きがあり、その比率を揚水効率と呼び、次式で表す。
{\displaystyle \eta =\eta _{TG}\times \eta _{TP}\times H_{g}/H_{p}}
- {\displaystyle \eta }: 揚水効率
- {\displaystyle \eta _{TG}}: 発電運転時機器効率
- {\displaystyle \eta _{TP}}: 揚水運転時機器効率
- {\displaystyle H_{g}}: 有効落差
- {\displaystyle H_{p}}: 全揚程

揚水効率は、機器の種類や水路の長さなどの地点特性により変わるが、上記の機器効率がそれぞれ90％前後、水路損失が総落差の5％程度となるので、およそ70％程度になることが多い。
なお、揚水効率が1ではないことをもって、揚水発電システムの存在意義を否定するのは早計で、発電システムではなく電力貯蔵システムと捉え、蓄電池など類似システムとの比較で総合的に考量すべきものである。

## 揚水発電の種類

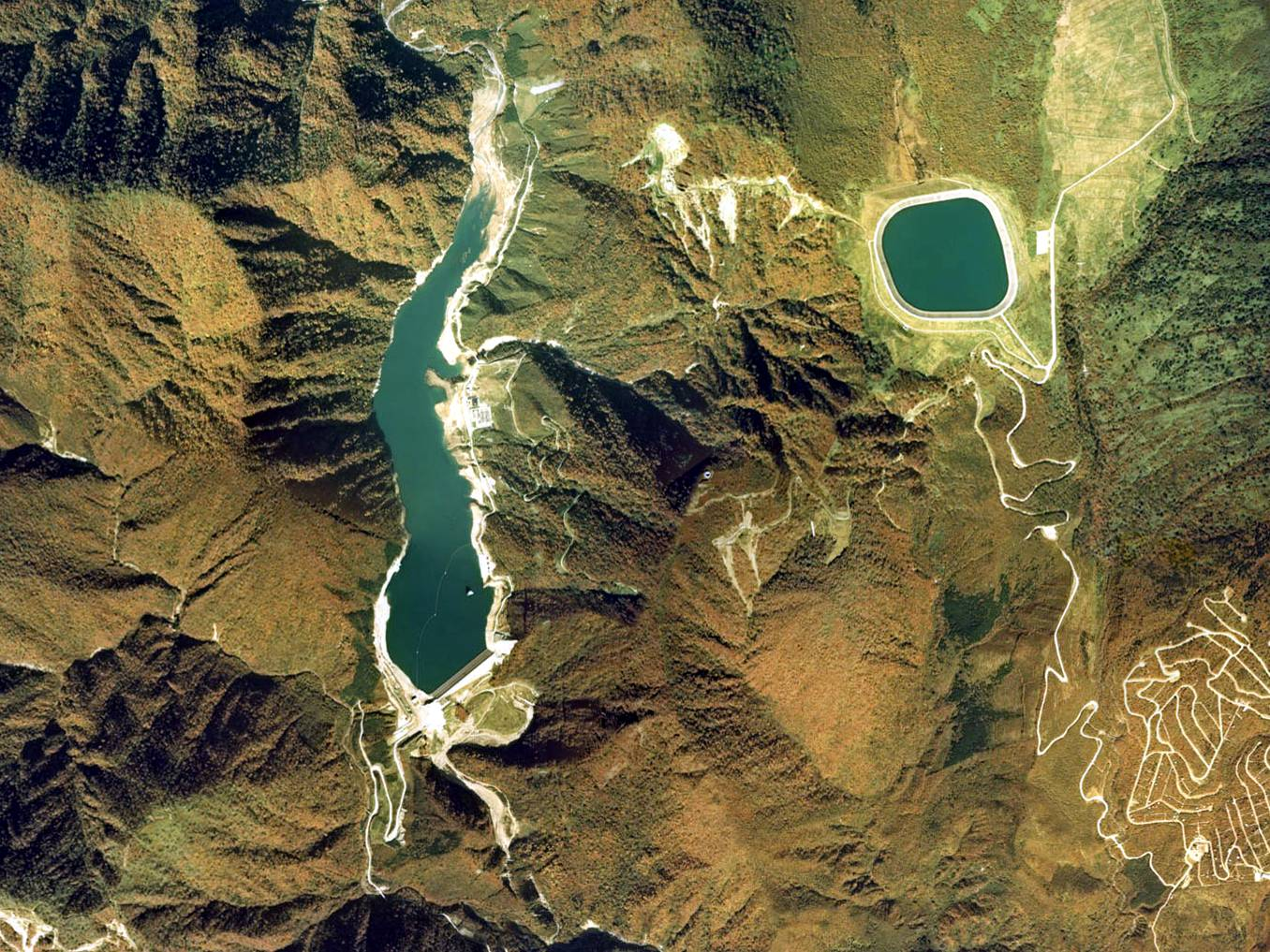
上池として皿状の人造湖を設けた純揚水発電所の例（国土交通省、国土画像情報（カラー空中写真）より作成した電源開発沼原発電所（1976年11月18日および22日撮影））

タンデム式揚水機

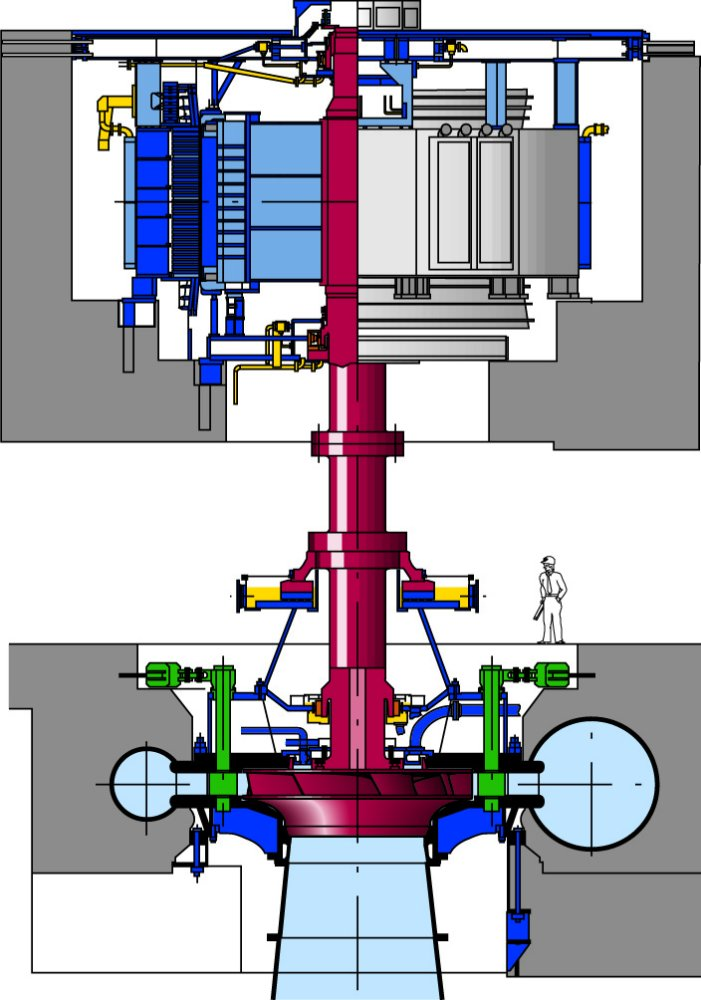
可逆式揚水機

### 河川利用による分類

#### 混合揚水発電
混合揚水発電は、流域面積が広く年間流量の多い貯水池を上池に持っているもので、揚水運転をしなくても自然流量だけでもそれなりに発電できるものである。多くの場合は、貯水池式水力発電へ揚水発電機を追加したような形で、豊水期には自然流量だけを使い、渇水期には揚水運転を併用することで年間を通じてピーク発電に対応するものである。基本的には自然流量を使う貯水池式発電であるため、20万〜40万キロワット程度の出力で設計される。

#### 純揚水発電
純揚水発電は、流域面積が非常に狭く年間流量が殆ど無い貯水池を上池に持っているもの。発電運転を行うためには揚水運転が必須となる。短時間のピーク調整に特化するために落差と使用水量を非常に大きく確保してあるので、出力は発電所全体で最大100万〜200万キロワットと非常に大きい。しかし、6〜10時間の発電運転で上池の水は底をついてしまう。貯水池を小さくするため、高揚程化が進められている。

### 発電機の配置による分類

#### 別置式
別置式は、同じ揚水発電所において、発電機と発電用水車とで構成する発電専用機とは別に、電動機とポンプとで構成する揚水専用機を配置したもの。
建設費用が高く、現在はほとんど用いられていない。

#### タンデム式
タンデム式は、発電機としても揚水機としても運転できる1台の発電電動機を、軸を同じくして発電用水車と揚水ポンプとで共有するもの。
ヨーロッパで発展した方式で、発電時・揚水時とで発電用水車・揚水ポンプとを使い分けるので総合的に効率がよく、早期より高落差にも対応できていた。
2004年に着工した、オーストリアのKops II 揚水発電所は、ポンプで汲み上げた水の一部を発電用水車に供給することで、発電側+100%から揚水側-100%までの出力調整を行っている。

#### 可逆式
可逆式は、発電電動機と、発電用水車としてもポンプとしても利用できるポンプ水車とで構成したもの。ポンプ水車としてはフランシス形ポンプ水車が広く採用されているほか、一部の低落差揚水発電所ではデリア形ポンプ水車も利用されている。
アメリカ合衆国で発展した方式で、日本でも多く採用されている。もともと別置式・タンデム式に比べ建設費用が安価であったポンプ水車は改良を重ね効率が向上し、さらに高落差にも対応し現在の主流となっている。

### 電動機の始動方式による分類
揚水機の多くは三相同期電動機が使われる。汲み上げ時に電動機を停止状態から同期速度まで回転させるために以下のような始動装置が必要であり、仮に停止状態で給電すれば揚水機のコイルが過熱する恐れがある。揚水発電所では、各揚水機ごとに異なった始動方式を採用する場合もある。
全方式に共通なのは、揚水運転開始時に水車が水中にある状態では非常に大きな始動トルクが必要となり、容易には始動できない。このため、始動時にはガイドベーンを全閉にして、圧縮空気を注入し、水車を空気中で定格回転数にしたのちにガイドベーンを開放して揚水運転を開始している。

#### 半電圧起動方式
半電圧起動方式は、専用の断路器による結線の組み換えなどにより、系統から受電した電圧を半減させ、その電力で揚水機を電動機として加速させて始動する方式。
技術的には簡易なため、昭和30-40年代前半辺りでは用いられていたが、系統に与える影響が大きいので、電圧変動に対する要求が厳しくなったそれ以降では、新規には用いられなくなった。

#### 同期始動方式
同期始動方式は、電動機に始動用発電機を電気的に接続し、発電機を停止状態から徐々に回転させていくことで電動機に低周波の交流電力を供給し、始動する方式。その後は発電機の回転数を上昇させ、電動機を同期速度に達するまで牽引する。電動機が電力系統への並列を完了したのち、発電機は切り離される。電動機の並列までは発電機・電動機ともに電力系統からは独立しているので、電力系統に及ぼす影響が少ないのが特長であるが、起動時電動機とは別に同クラスの発電機を必要とする制約がある。このため、複数台揚水発電機がある発電所では、コスト削減の面からポニーモーター始動方式と同期起動方式とをコンビにして、ポニーモーター始動方式の揚水発電機で同期始動させる方式を採用している所もある。

#### ポニーモーター始動方式
ポニーモーター始動方式は、電動機を、軸を同じくして設けられた始動用電動機（ポニーモーター）によって始動する方式。並列時の電力系統への影響は少なく別の発電機も必要ないが、ポニーモーターの電源は電力系統から受電する必要があり相応の電力が必要なため、通常の受電設備よりも増強された設備が必要になる。

#### サイリスタ始動方式
サイリスタ始動方式は、サイリスタ周波数変換器（VVVFインバータ）によって低周波の交流電力を電動機の電機子に供給して始動、その後は徐々に周波数を上昇させ定格速度まで加速する方式。

### 可変速揚水発電
可変速揚水発電（かへんそくようすいはつでん）は、ポンプ水車を可変速発電電動機で駆動し、揚水時の消費電力を可変とするものである 。
原子力発電・大規模石炭汽力発電などの割合の増加、昼間と夜間の消費電力の差の増大などで夜間の調整能力の余裕が少なくなっている。回転数・揚程（落差）・ポンプ水車の3要素で揚水に必要な電力が決まるため、回転数が一定の同期機である従来の揚水機は、起動した際の急激な系統負荷の変動が問題となってきた。また、最近では再生可能エネルギーの急速な導入に伴い春や秋など軽負荷時の日中に好天による太陽光発電の出力増が重なると電力の供給過剰が発生することがあるが、通常の揚水発電機（定速機）は太陽光発電による余剰電力は吸収できても出力変動までは吸収しきれない欠点があった。
軽負荷時の出力調整力として、可変速揚水機は、コンバインドサイクル発電などと比較して、出力変化速度が大きく・調整可能幅も大きい。火力発電の調整力供給用稼働を減らし、燃料費の低減が可能となる。また、揚水時の消費電力が随時調整可能であり変動する太陽光発電の余剰電力の吸収にも適している。
その他に可変速揚水機の利点としては、ポンプ水車の効率が最高となる回転数が発電運転時と揚水運転時で異なるので、運転時の損失を少なくすることができる。
一般的な同期機は直流励磁の回転子で固定回転数・固定周波数であるが、可変速機はインバータ/コンバータもしくはサイクロコンバータにより低い周波数の交流を得て三相巻線の回転子を励磁し、可変回転数・固定周波数を実現している。
1981年(昭和56年)に、日立製作所と関西電力が共同で開発を始め、1987年(昭和62年)に成出発電所(富山県)で実証プラントを建設(22MW)して世界で初めて実用化し、その後、大河内発電所向けに世界最大の容量(400MW)の発電機を設置している。
| 方式                  | 概要           | 半導体 | 無効電力   | 高電圧化   | 部品点数 | 発電電動機の容量 |
| --------------------- | -------------- | ------ | ---------- | ---------- | -------- | ---------------- |
| インバータ/コンバータ | 一旦直流に変換 | 自励式 | 消費しない | 工夫を要す | 多       | 小さくできる     |
| サイクロコンバータ    | 直接交流に変換 | 他励式 | 消費する   | 容易       | 少       | 大きくなる       |

| システム     | ダム容量利用         | 地下発電所の空洞体積 | 電機分コスト    | 水車効率                                | 運転範囲       | 運転範囲               | 出力変化速度 | 出力変化速度                                 |
| システム     | ダム容量利用         | 地下発電所の空洞体積 | 電機分コスト    | 水車効率                                | 発電時         | 揚水時                 | 通常運転     | 過渡時                                       |
| ------------ | -------------------- | -------------------- | --------------- | --------------------------------------- | -------------- | ---------------------- | ------------ | -------------------------------------------- |
| 定速機       |                      | 100%                 | 100%            | 基準                                    | 50-100%        | 一定                   | 0-100% /60秒 | 不能                                         |
| 可変速       | より低水位で運転可能 | 105%                 | 140%            | 最大出力時0.5%増 中間負荷時2.5%増       | 30-100%        | 70-100%                | 0-100% /60秒 | 20MW /0.1秒                                  |
| 可変速の備考 |                      | 回転子 変換器        | ロータ 励磁装置 | 回転速度を変えることで 高効率運転が可能 | 水車の特性向上 | 入力は速度の三乗に比例 | 電気的に制御 | 慣性エネルギーを電気エネルギーに高速変換可能 |

## 世界各地の揚水発電

### ヨーロッパ
1892年、スイスのチューリッヒに、発電機と発電用水車からなる水車発電機と、電動機とポンプからなる揚水機を別々に配置した（別置式）世界初の揚水発電所 Lettern 発電所が完成した。
1910年代、発電機と電動機を可逆とし兼用する発電電動機に、発電用水車とポンプを組み合わせたタンデム式が開発され、イタリアの Vivone 発電所に採用された。
1931年、イタリア Lago Baiton 発電所およびドイツ Baldeney 発電所に、発電用水車とポンプを兼用するポンプ水車を導入した。その後はポンプ水車の高効率化が進み、揚水機は大容量化への道を歩むことになる。

### 日本
日本初の揚水発電所は、1934年4月に完成した長野県、野尻湖のほとりにある池尻川発電所である。その1か月後、富山県で1931年に完成している既設の普通水力発電所、小口川第三発電所に揚水ポンプが追加別置され、揚水発電所として運転開始した。
以下は日本に建設された揚水発電所の一覧である。
- 桃色欄は建設中（一部運用開始含む）の揚水発電所。
- 青色欄は揚水運用を廃止した一般水力発電所。
- 灰色欄は廃止された発電所。

| 発電所名              | 認可出力 (kW)         | 水系                 | 上池                    | 下池           | 種類 | 運用開始 | 所在地   | 事業者         |
| --------------------- | --------------------- | -------------------- | ----------------------- | -------------- | ---- | -------- | -------- | -------------- |
| 新冠                  | 200,000               | 新冠川               | 新冠ダム                | 下新冠ダム     | 混   | 1974年   | 北海道   | 北海道電力     |
| 高見                  | 200,000               | 静内川 新冠川 沙流川 | 高見ダム                | 静内ダム       | 混可 | 1983年   | 北海道   | 北海道電力     |
| 朱鞠内                | 1,120                 | 石狩川               | 雨竜第一ダム            | 三股取水堰     | 混可 | 2013年   | 北海道   | 北海道電力     |
| 京極                  | 400,000 (600,000)     | 尻別川               | 上部調整池              | 京極ダム       | 純可 | 2014年   | 北海道   | 北海道電力     |
| 池尻川                | 2,340                 | 関川                 | 野尻湖                  | 池尻川調整池   | 混   | 1934年   | 長野県   | 東北電力       |
| 沼沢沼                | (43,700)              | 阿賀野川             | 沼沢湖                  | 宮下ダム       | 純   | 1952年   | 福島県   | 東北電力       |
| 第二沼沢              | 460,000               | 阿賀野川             | 沼沢湖                  | 宮下ダム       | 純   | 1982年   | 福島県   | 東北電力       |
| 矢木沢                | 240,000               | 利根川               | 矢木沢ダム              | 須田貝ダム     | 混可 | 1965年   | 群馬県   | 東京電力       |
| 安曇                  | 623,000               | 信濃川               | 奈川渡ダム              | 水殿ダム       | 混   | 1969年   | 長野県   | 東京電力       |
| 水殿                  | 245,000               | 信濃川               | 水殿ダム                | 稲核ダム       | 混   | 1969年   | 長野県   | 東京電力       |
| 新高瀬川              | 1,280,000             | 信濃川               | 高瀬ダム                | 七倉ダム       | 混   | 1979年   | 長野県   | 東京電力       |
| 玉原                  | 1,200,000             | 利根川               | 玉原ダム                | 藤原ダム       | 純   | 1981年   | 群馬県   | 東京電力       |
| 今市                  | 1,050,000             | 利根川               | 栗山ダム                | 今市ダム       | 純   | 1988年   | 栃木県   | 東京電力       |
| 塩原                  | 900,000               | 那珂川               | 八汐ダム                | 蛇尾川ダム     | 純可 | 1994年   | 栃木県   | 東京電力       |
| 葛野川                | 1,200,000 (1,600,000) | 相模川               | 上日川ダム              | 葛野川ダム     | 純可 | 1999年   | 山梨県   | 東京電力       |
| 神流川                | 940,000 (2,820,000)   | 利根川               | 南相木ダム              | 上野ダム       | 純   | 2005年   | 群馬県   | 東京電力       |
| 畑薙第一              | 137,000               | 大井川               | 畑薙第一ダム            | 畑薙第二ダム   | 混   | 1962年   | 静岡県   | 中部電力       |
| 高根第一              | 340,000               | 木曽川               | 高根第一ダム            | 高根第二ダム   | 混   | 1969年   | 岐阜県   | 中部電力       |
| 馬瀬川第一            | 288,000               | 木曽川               | 岩屋ダム                | 馬瀬川第二ダム | 混   | 1976年   | 岐阜県   | 中部電力       |
| 奥矢作第一            | 315,000               | 矢作川               | 黒田ダム                | 富永ダム       | 純   | 1980年   | 愛知県   | 中部電力       |
| 奥矢作第二            | 780,000               | 矢作川               | 富永ダム                | 矢作ダム       | 純   | 1980年   | 愛知県   | 中部電力       |
| 奥美濃                | 1,500,000             | 木曽川               | 川浦ダム                | 上大須ダム     | 純   | 1994年   | 岐阜県   | 中部電力       |
| 小口川第三            | 14,500                | 常願寺川             | 祐延ダム                | 真立ダム       | 混   | 1931年   | 富山県   | 北陸電力       |
| 三尾                  | 35,500                | 木曽川               | 牧尾ダム                | 木曽ダム       | 混   | 1963年   | 長野県   | 関西電力       |
| 喜撰山                | 466,000               | 淀川                 | 喜撰山ダム              | 天ヶ瀬ダム     | 純   | 1970年   | 京都府   | 関西電力       |
| 奥多々良木            | 1,932,000             | 市川                 | 黒川ダム                | 多々良木ダム   | 純可 | 1974年   | 兵庫県   | 関西電力       |
| 奥吉野                | 1,206,000             | 新宮川               | 瀬戸ダム                | 旭ダム         | 純   | 1980年   | 奈良県   | 関西電力       |
| 大河内                | 1,280,000             | 市川                 | 太田ダム                | 長谷ダム       | 純可 | 1992年   | 兵庫県   | 関西電力       |
| 新成羽川              | 303,000               | 高梁川               | 新成羽川ダム            | 田原ダム       | 混   | 1968年   | 岡山県   | 中国電力       |
| 南原                  | 620,000               | 太田川               | 明神ダム                | 南原ダム       | 純   | 1976年   | 広島県   | 中国電力       |
| 俣野川                | 1,200,000             | 日野川               | 土用ダム                | 俣野川ダム     | 純   | 1986年   | 鳥取県   | 中国電力       |
| 大森川                | 12,200                | 吉野川               | 大森川ダム              | 長沢ダム       | 混   | 1959年   | 高知県   | 四国電力       |
| 穴内川                | 12,500                | 吉野川               | 穴内川ダム              | 繁藤ダム       | 混   | 1964年   | 高知県   | 四国電力       |
| 蔭平                  | 46,500                | 那賀川               | 小見野々ダム            | 長安口ダム     | 混   | 1968年   | 徳島県   | 四国電力       |
| 本川                  | 615,000               | 吉野川               | 稲村ダム                | 大橋ダム       | 純   | 1982年   | 高知県   | 四国電力       |
| 諸塚                  | 50,000                | 耳川                 | 諸塚ダム                | 山須原ダム     | 混   | 1961年   | 宮崎県   | 九州電力       |
| 大平                  | 500,000               | 球磨川               | 内谷ダム                | 油谷ダム       | 純   | 1975年   | 熊本県   | 九州電力       |
| 天山                  | 600,000               | 松浦川               | 天山ダム                | 厳木ダム       | 純   | 1986年   | 佐賀県   | 九州電力       |
| 小丸川                | 1,200,000             | 小丸川               | 大瀬内ダム かなすみダム | 石河内ダム     | 純可 | 2007年   | 宮崎県   | 九州電力       |
| 黒又川第二            | 17,000                | 信濃川               | 黒又川第二ダム          | 黒又川第一ダム | 混   | 1964年   | 新潟県   | 電源開発       |
| 池原                  | 350,000               | 熊野川               | 池原ダム                | 七色ダム       | 混   | 1964年   | 奈良県   | 電源開発       |
| 長野                  | 220,000               | 九頭竜川             | 九頭竜ダム              | 鷲ダム         | 混   | 1968年   | 福井県   | 電源開発       |
| 新豊根                | 1,125,000             | 天竜川               | 新豊根ダム              | 佐久間ダム     | 混   | 1972年   | 愛知県   | 電源開発       |
| 沼原                  | 675,000               | 那珂川               | 沼原ダム                | 深山ダム       | 純   | 1973年   | 栃木県   | 電源開発       |
| 奥清津                | 1,000,000             | 信濃川               | カッサダム              | 二居ダム       | 純   | 1978年   | 新潟県   | 電源開発       |
| 下郷                  | 1,000,000             | 阿賀野川             | 大内ダム                | 大川ダム       | 純   | 1988年   | 福島県   | 電源開発       |
| 奥清津第二            | 600,000               | 信濃川               | カッサダム              | 二居ダム       | 純可 | 1996年   | 新潟県   | 電源開発       |
| 沖縄やんばる 海水揚水 | 30,000                | -                    | 美作ダム                | 太平洋         | 純可 | 1999年   | 沖縄県   | 電源開発       |
| 城山                  | 250,000               | 相模川               | 本沢ダム                | 城山ダム       | 純   | 1965年   | 神奈川県 | 神奈川県企業庁 |

- 備考

1. ↑  事業者ごとに運用開始の古い順に並べた。この列のソートボタンで元の順序に戻る。
2. ↑  2015年現在の認可出力をキロワット単位で示す。建設中の発電所について、1台も水車発電機が稼働していない場合は「-」とし、計画されている出力をかっこ内に示した。また、廃止された発電所については廃止される直前の出力をかっこ内に示した。
3. ↑  「混」は混合揚水、「純」は純揚水、「可」可変速揚水ユニットが設置されているものを示す。
4. ↑  発電所としての運用開始年を示す。建設中の発電所について、1台も水車発電機が稼働していない場合は運用開始予定年をかっこ内に示した。
5. ↑  水車発電機が置かれた地点に属する都道府県名を示す。

## 揚水機の運転
以下に示すのは、一般的な揚水機の起動過程である。ここでは三相同期発電電動機とポンプ水車 (VFR-1RS) で構成される可逆式揚水機を一例とする。
1. 運転制御回路の切り替え操作
  - 揚水機の運転はシーケンス制御回路により自動化されている。揚水機は発電時と揚水時とでは異なる運転シーケンス制御回路を持っており、運転員は揚水時の運転シーケンス制御回路へと切り替える操作を行う。また、主回路においても発電運転時と揚水運転時とでは回転の向きが逆となるため、主回路の中途に設けられた断路器（相切替断路器, G/M 断路器）によって三相のうち二相が入れ替えられる。
2. 補機運転操作
  - 圧油装置や冷却水ポンプなど、揚水機の運転を支える補機を運転する操作を行う。
  - 揚水発電所では補機もまた大容量である。従って停止中は補機を停止させておくことで、発電所内における消費電力を低減し運転コストの削減が図られている。
3. 運転操作
  - 補機を運転させ、揚水機の運転に必要な準備が完了したことを確認し、運転員は運転操作を行う。
4. 入口弁開放
  - 入口弁（主弁）が開放される。これによりケーシングが水で満たされるが、現段階ではまだ全閉したガイドベーンによって水は遮られ、水車に流れ込むことはない。
5. 回転子浮上
  - 回転子をごくわずかに浮上させ、スラスト軸受面での摩擦抵抗を低減し始動を円滑化する。多くはスラスト軸受面にギヤポンプなどを用いて送油し、回転子を油圧で押し上げる方法をとる。
6. 水面位押し下げ
  - ポンプ水車は発電時に落差を有効に利用するため、常時水に浸っている場合がほとんどである。揚水始動時においては水の抵抗が揚水機の始動を困難とさせるため、あらかじめドラフト（吸出し管）の水面位を下げておく。多くはドラフト内に大量の圧縮空気を送り込む方法をとる。
7. 始動
  - 始動装置により、揚水機を始動させる。この過程は始動方式による。
8. 並列
  - 電動機が同期速度に達したら、自動同期装置によって同期検定を行い、電力系統と並列接続する。このあと揚水運転操作を行うまでは、ポンプ水車は空転した状態を維持する。この状態を揚水待機状態という。
  - この状態から界磁を強弱させることで無効電力を調整し、同期調相機として調相運転を行うことができる機種もある。
9. 揚水運転操作
  - 運転員は、揚水待機状態から揚水運転に移行する操作を行う。
10. 水面位上昇
  - ドラフト内部に充てんした圧縮空気を排気し、水面位を上昇させポンプ水車を水で浸す。
11. ガイドベーン開放
  - 回転するポンプ水車はドラフト内の水を押し上げ始め、全閉したガイドベーンにかかる水圧が高まってゆく。この水圧がガイドベーンを開いてすぐに揚水開始できるに足りる揚圧力（プライミング水圧）に達したら、ガイドベーンを開放する。ガイドベーンは揚程に応じた適正な開度へと自動的に調整される。
12. 揚水開始

## 新しい技術

### 海水揚水発電
海水揚水発電（かいすいようすいはつでん）は、海を下池とみなした揚水発電。下池のためのダム建設が省略できるので、建設コストを大幅削減でき開発可能地点も広がるが、海水を利用するため水車や水圧管路にはすぐれた耐食性が要求される。また海生生物や海水を地上に上げることによる環境影響等も考慮しなければならない。
電源開発が建設した沖縄やんばる海水揚水発電所で実証試験が行われていたが、2016年7月19日付で廃止された。水力発電所がない上に他の電力会社との連系が不可能な沖縄電力では、貴重な調整力として活用されていた。

### スプリッタランナ
スプリッタランナは東芝と東京電力が共同で研究・開発した、新しいフランシス形ポンプ水車ランナである。
従来のフランシス形ポンプ水車ランナは羽根（ランナベーン）の長さが一様であったのに対し、スプリッタランナでは長い羽根（長翼）と短い羽根（短翼）とが交互に配置されているのが特徴である。最新の流体力学による再設計とあわせて効率の向上と振動・騒音の低減を実現した。
スプリッタランナはまず東京電力安曇発電所 4号機で採用された。同発電所では従来、長さが一様で6枚羽根のフランシス形ポンプ水車を採用していたが、修理工事に伴い長翼4枚・短翼4枚、合計8枚の羽根を持つスプリッタランナに更新された。その後は同発電所 3号機が同ランナへと更新、そして2005年12月に営業運転が開始された東京電力神流川発電所では、超高落差での使用に対応した長翼5枚・短翼5枚、合計10枚の羽根を持つスプリッタランナが採用されている。